# Mischmar ha-Negev
Mischmar ha-Negev (hebräisch מִשְׁמַר הַנֶּגֶב ‚Wachposten des Negev‘) ist ein Kibbuz am nördlichen Rande des Negev in Israel. Er liegt an der Straße 264, ca. 2 km südlich der Beduinenstadt Rahat und ca. 10 Meilen nordwestlich von Be’er Scheva. Der Kibbuz ist Teil der Regionalverwaltung B’nei Schimʿon. Im Jahr 2009 bestand der Kibbuz aus 167 Haushalten mit 560 Einwohnern. Im Jahr 2018 hatte Mischmar ha-Negev 933 Einwohner.
Der Kibbuz wurde 1946 im Rahmen der Elf-Punkte-Operation gegründet. Die 30 Gründungsmitglieder waren Mitglied der sozialistischen, zionistischen Borocho-Bewegung. Heute ist der nicht religiöse Kibbuz Mitglied der Kibbuzbewegung.